# Parque eólico de Palmas

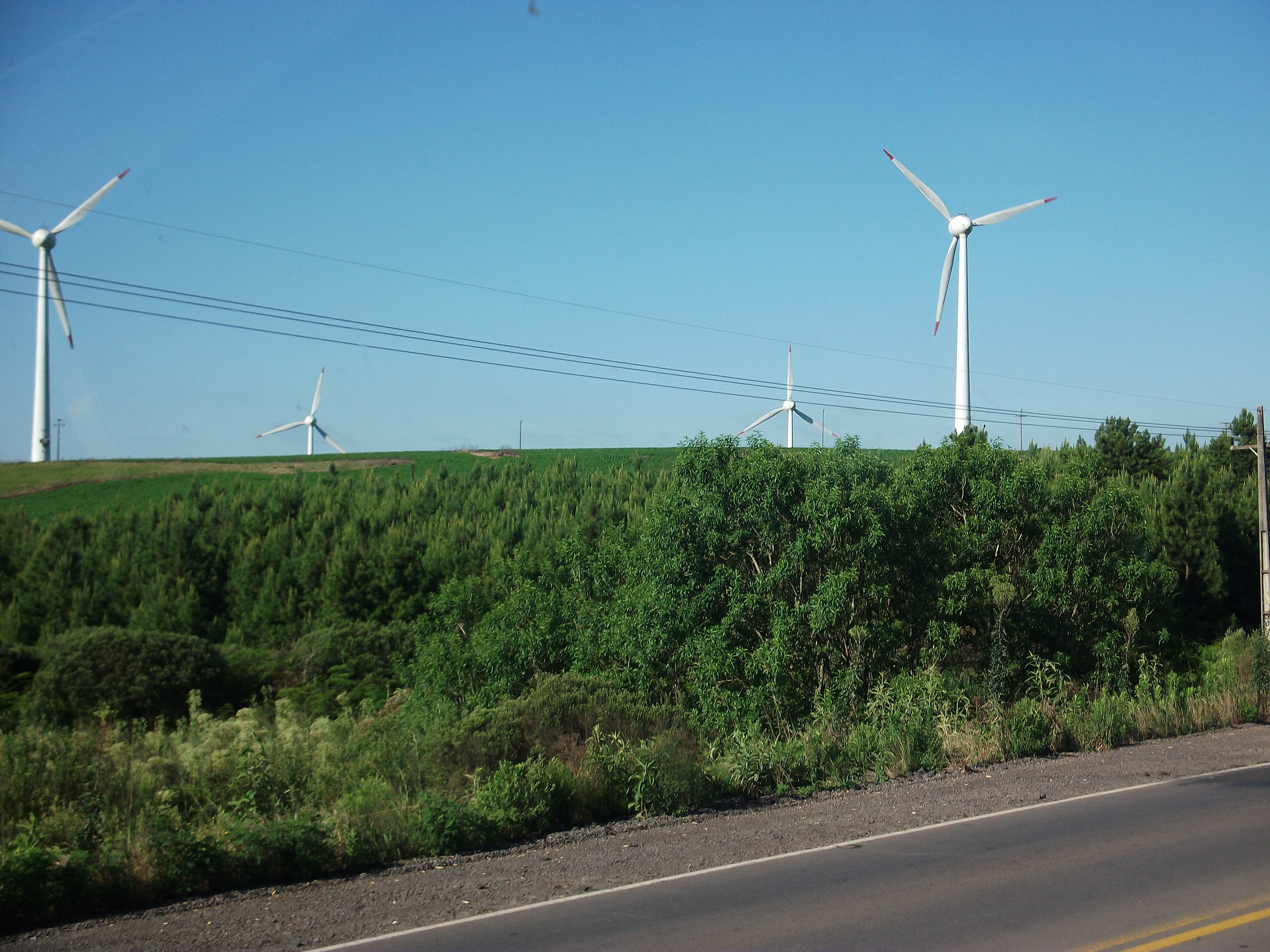
Aerogeradores da Usina de Palmas.

O parque eólico de Palmas é um parque brasileiro de produção de energia eólica no município de Palmas no estado do Paraná na divisa com Santa Catarina. A estimativa de sua potência é de 2,5 Megawatts A usina foi a primeira da região sul do país, com a inauguração em novembro de 1999.

## Construção
O parque foi construído pela Companhia Paranaense de Energia e pela Wobben Windpower com 5 turbinas de 500 quilowatts.